# 標準化
標準化（ひょうじゅんか、英語：standardization〈スタンダーディゼーション〉）という用語は、文脈によって様々な意味を持つ。「標準（standard）」という用語には、相互運用のための広く合意されたガイドラインという意味が含まれ、「標準化」はそのような標準を確立する過程を指すのが一般的である。
社会科学や経済学では、「標準化」の考え方はゲーム理論の協調問題の解法と近い。それぞれの利害関係者がそれぞれに何らかの利益を得つつ、全体として一貫した決定に到達する。「標準化」は、よりよい選択をし、その選択結果を標準として批准する過程である。
なお、JISにおける「標準」の定義は次のとおりである。

「関係する人々の間で利益又は利便が公正に得られるように、統一し、単純化を図る目的で、もの（生産活動の産出物）及びもの以外（組織、責任権限、システム、方法など）について定めた取決め。 」 (JIS Z 8002:2006）

## 用法
工学や産業の分野では、標準化とは市場にある数々の仕様の中から「標準」あるいは「規格」（きかく）とされる技術仕様を確立する過程であり、市場の競争原理を阻害することなく利益をもたらすことが期待される。また、例えば製紙業界が消費している森林のような貴重な資源の有効利用を図るための機構と見ることもできる。例えば、ヨーロッパでは電力は230ボルト/50 Hzの交流であり、長さの物理単位はメートルである。イギリスはビジネス用途でのメートル法の使用を公式に承認しているが、一般にはフィートとインチがいまだに使われている。
社会科学では、標準化とは様々な標準を確立し、人々やその相互作用や事件などを扱う効率を改善する過程を意味する。例えば、司法手続きの定式化、精神病診断の改善などが含まれる。この意味での標準化は、社会の近代化/官僚化/同質化/集中化のような大規模な社会的変化とともに（あるいは同義として）議論されることが多い。
ビジネスにおける情報交換では、標準化とは特定の文法を使った特定のビジネスプロセスのためのデータ交換標準を開発する過程を指す。このような標準は非営利の標準化団体（UN/CEFACT、W3C、OASISなど）が開発することが多い。
デ・ファクトな標準とは、利便性のために多くの人が追随する標準であり、デ・ジュリな標準とは、契約条件など法的な理由で使われる標準である。政府機関は多くの場合、公的な標準化団体が策定した標準に従わなければならない。特定の市場（あるいは特定の企業、特定の団体）ではそのような標準の採用が必須条件となることもある。これを業界標準という。インターネットに関する技術仕様の多くはデ・ファクト標準である。「規格」という用語を ISO などの機関のものとしておくため、W3Cは「勧告; Recommendations」という言葉を使い、IETFは "Request for Comments"（RFC）という言葉を使う。これらも実質的には標準に含まれる。
標準には、オープンなものとプロプライエタリなものがある。
ISO の定義では、「ISO規格は、国際的な技術の互換性確立のためのフレームワークを提供する技術的合意である」としている。

### その他の用法
- 生薬における「標準化」- 製剤の材料となるよう生薬の成分を濃縮すること。
- 統計学における「標準化」- 変数の尺度を変換し、平均や標準偏差が特定の値になるようにすること（変数の標準得点への変換）。
- 実験における「標準化」- 正確で再現性のある測定方法、あるいはそのアセスメントを指す。
- サプライチェーン・マネジメントにおける「標準化」- プロセス、製品、調達などの共通性を強化すること。それによって製造や調達の判断を先延ばしにできる。逆に非標準の部品を多く使うと融通が利かなくなる。
- 新制度派経済学における「標準化過程」- "coordination dilemma" と呼ばれる社会問題を契機として開始されるプロセス。「標準」は協調ゲームの解である。

## 標準化団体
国際標準は、ISO、IEC、UPU、ITUなどの国際的な標準化団体が策定し、保守するものである。また、製造業における組立品・製造品質の国際標準化団体として、IPC (エレクトロニクス)があり、多くの関連国際標準団体と連携している。地域的な標準化団体として、ヨーロッパではCEN、CENELEC、ETSIなどがある。他の地域でも、アメリカ標準化委員会 (COPANT)、 太平洋地域標準化会議 (PASC)、アフリカ標準化機構 (ARSO)、アラブ産業開発・鉱業機関 (AIDMO)などがある。より狭い地域の標準化団体としては、メルコスールの標準化団体 (AMN)、カリブ共同体の標準化団体 (CROSQ)、東南アジア諸国連合の標準化委員会 (ACCSQ) などがある。さらに一般に、国ごと（および産業ごと）に国家標準化団体 (National Standard Body: NSB) があり、各種国際標準化団体に国の代表として参加している。
NSBは公的機関の場合もあるし、特定の業界の企業が集まった業界団体（このような団体はフォーラムやコンソーシアムを名乗ることが多く、このような団体が策定する標準はフォーラム標準やコンソーシアム標準と呼ばれることが多い）の場合もあり、その中間的なもの（例えば3GPPは、ETSI、ARIB、ATISなどの各国の標準化団体から構成される標準化団体（標準化プロジェクト）であるが、実際の3GPP標準化会合には、エリクソンやNTTドコモ、インテルなどの企業が当該国の標準化団体の代理人 (delegate) との立場で参加している）もある。NSBの例では、カナダ・メキシコ・アメリカ合衆国のNSBはそれぞれ、SCC、DGN、ANSIである。SCCはカナダの州営公社、DGNはメキシコの政府機関、ANSIは政府と企業が共同で参加する非営利組織である。あるNSBが公的か私的かの判断をするには、歴史的経緯やその国の経済状況などを考慮する必要がある。

## 標準に関する統計
日本においては、統計法に基づき基幹統計が実施され、政府として公式のデータの調査公表を行っている。政府統計の整備により標準化活動のレベルが評価することができることとなり重要な役割を担っている。しかしながら、企業等の特許活動に関する統計は整備されているが、標準化活動に関する統計の整備は不十分な状況である。
2008年度より特許庁の実施する承認統計（2009年度以降は一般統計調査）である、「知的財産活動調査」
において特許活動に従事する者のうち標準化活動にも参画している数を把握するための項目が追加される予定となっており、標準化活動に関する統計の整備が始まったところである。